# Sargochromis coulteri
Sargochromis coulteri är en fiskart som först beskrevs av Bell-cross, 1975.  Sargochromis coulteri ingår i släktet Sargochromis och familjen Cichlidae. IUCN kategoriserar arten globalt som livskraftig. Inga underarter finns listade i Catalogue of Life.